# 真纳罗·加图索
詹納羅·伊万·加图索 Ufficiale OMRI（發音：[dʒenˈnaːro ɡatˈtuːzo]；1978年1月9日—），意大利退役足球運動員。退役前司職防守中場、退役後擔任足球領隊，現任意大利國家足球隊主教練，曾執教AC米兰。在2003年和2007年協助AC米蘭奪得歐洲聯賽冠軍盃冠軍，以及2006年成為世界盃冠軍隊成員。

## 球員生涯
加度素出身於意大利球會佩魯賈，1997年7月，年僅19歲的他轉會至蘇格蘭勁旅流浪者，曾是球會正選之一。後來流浪者轉換主教練，加度素在不受重用下，1998年以300萬英鎊返回意大利，加盟沙勒尼塔納。雖然加度素表現積極，但沙蘭力坦拿的整體表現始終不濟，結果在聯賽只能取得第十五位，護級失敗降回乙組，而他在意大利亦欠缺人氣。
1999年7月，當年只有21歲的加度素以8百萬英鎊轉會意甲勁旅AC米兰，為球隊於來季出席歐冠盃作好準備。可是，在此之前的AC米兰曾經連續兩屆處於中下游位置，雖然他們在 1998/99年球季重奪聯賽冠軍，但其實也只是以一分之差力壓當時氣勢甚強的拉素，外界普遍不看好AC米蘭。結果，加度素加盟AC米兰的一屆聯賽衛冕失敗，只能取得聯賽季軍。之後的兩屆，AC米蘭都正在處於大換班的調整期，在聯賽不能打出水準，更連續三年未能夠取得任何錦標，而加度素雖然不乏上陣機會，但表現並不突出。
2002年夏天，AC米蘭大刀闊斧的整頓球隊的陣容，實力漸見雄厚，加度素亦在主教練安切洛蒂的領導下開始成為AC米蘭的必然正選。在這一個球季開始，由於AC米蘭已有葡萄牙國腳中場鲁伊·科斯塔和新加盟的巴西國腳里瓦尔多，安察洛堤因此嘗試把另一意大利中場皮尔洛出任防守中場，與加度素組成中場中路的搭檔。在 2003年5月，AC米蘭在決賽互射十二碼階段以 3-2 擊退另一意甲球會尤文图斯，贏得歐冠盃，當中加度素實在功不可沒，是球隊的無名英雄。
AC米蘭在之後一季雖然在歐冠盃8強出局，以壓倒性姿態奪得意甲聯賽冠軍，加图索與皮尔洛、巴西球員卡卡、鲁伊·科斯塔和荷蘭中場西多夫組成攻守兼備的中場線，他有時亦擔任右中場，協助球隊在邊線上的攻守工作。
2006年夏天，意甲假波醜聞爆發，AC米蘭被罰在聯賽扣減8分，外界一直有傳AC米蘭眾將或會離隊他投，當中多次表示對加度素有興趣的英超球會曼聯希望借機羅致他，出任昔日隊長堅尼在中場的作用，但加度素一再否認，並表示他會專心為AC米蘭效力。結果，雖然AC米蘭在被扣分的影響下，只能取得聯賽第4名，但加度素與其他隊友在下半季表現優異奪，在歐冠盃亦過關斬將，最終在2007年，外界一致看淡的情況下中奪歐聯冠軍。
加度素已與AC米蘭續約至2011年夏天，但他曾表示有機會的話，可以在退休前重返流浪者。
2011年9月9日，加图索在2011-2012赛季意甲联赛揭幕战对阵拉素的比赛中，突发眼疾下场，也拉开了AC米兰该赛季大面积伤病的序幕。加图索在后来的采访中说，他“看到四个伊布拉希莫维奇在不同方向要球”。原本预计伤停六个月的加图索，比预料中更早痊愈，并在赛季后半段几度替补出场。不过，在内斯塔宣布赛季后离开AC米兰之后，加图索也于2012年5月12日宣布在赛季后结束其在AC米兰的球员生涯。5月13日，加图索戴上队长袖标，在联赛收官战对阵诺瓦拉的比赛中首发出场。这是加图索在AC米兰的最后一场正式比赛。这同时也是内斯塔、因扎吉、西多夫等为米兰效力十年以上的老将的告别战；同样在比赛中首发出场，并将在赛季后离开米兰的还有赞布罗塔。
2012年6月15日加图索与瑞士强队锡永签约，加图索本打算回到苏超流浪者直到退役，不过因流浪者遇到财政危机最终让这次回归流产。

## 領隊生涯
2013年2月25日下午，锡永宣佈加度素接替西班牙籍主帥域陀·梅奴斯成為領隊。
2013年6月18日，加图索正式出任意甲降级球队巴勒莫的主教练。2012-13赛季，巴勒莫仅列意甲第18位，2004-05赛季后首次跌回乙级联赛。

## 國家隊
早在 2000 年，加度素已入選意大利國家隊，他在國家隊的處子戰是作客對著英格蘭。他在該場比賽取得全場唯一入球，以1-0敗英格蘭，這個入球也是加度素的唯一一個國際賽入球。自此以後，加度素開始嶄露頭角，慢慢成為國家隊的常客，其後入選了2002年世界盃。但到了2004年歐洲國家盃，在意大利大量球迷的聲音下，認為教練查帕東尼應把加度素和皮尔洛的中場中路組合從AC米蘭搬到國家隊，他才成為國家隊的正選。
加度素在之後亦有代表意大利出戰2006年世界盃，期間他一直是正選球員，上陣所有賽事，結果他們順利打入準決賽，先在準決賽贏德國，再在決賽力壓法國贏得世界盃冠軍。
2010年世界盃意大利於分組賽出局，加度素宣布退出國家隊。

## 榮譽

### 個人榮譽
意大利共和國優秀榮譽勳章

### 球員年代
國家隊榮譽-意大利國家足球隊
- 世界盃：2006年冠軍

俱樂部榮譽-AC米蘭
- 歐洲冠軍聯賽：2003年冠軍、2007年冠軍
- 歐洲超級盃：2003年冠軍、2007年冠軍
- 意大利足球甲級聯賽：2003-2004赛季冠軍、2010-2011赛季冠军
- 意大利超級盃：2004年冠軍、2011年冠軍
- 意大利杯：2002-2003球季冠軍
- 世界俱樂部杯：2007年冠軍

### 教練年代
俱樂部榮譽-拿坡里
- 意大利杯：2019-2020球季冠軍